# Landolphia nitens
Landolphia nitens là một loài thực vật có hoa trong họ La bố ma. Loài này được Lassia mô tả khoa học đầu tiên năm 1927.